# 松浦駅
松浦駅（まつうらえき）は、長崎県松浦市志佐町浦免にある、松浦鉄道西九州線の駅である。松浦市の中心駅で、国鉄時代には急行「平戸」の停車駅であった。

## 歴史
- 1933年（昭和8年）6月25日：鉄道省伊万里線（後の松浦線）の志佐駅（しさえき）として開設[1]。
- 1959年（昭和34年）10月1日：松浦駅（まつうらえき）に改称[1]。
- 1982年（昭和57年）11月15日：貨物取扱廃止[1]。
- 1984年（昭和59年）2月1日：荷物扱い廃止[1]。
- 1987年（昭和62年）4月1日：国鉄分割民営化に伴い、JR九州松浦線の駅となる[1]。
- 1988年（昭和63年）4月1日：第三セクター松浦鉄道へ転換、同社西九州線の駅となる[1]。
- 1992年（平成4年）7月15日：列車増発に伴い3番のりば新設[2]。
- 2003年（平成15年）7月1日：現駅舎竣工[3]。

## 駅構造
単式ホーム1面1線と島式ホーム1面2線、計2面3線を有する列車交換可能な地上駅。両ホームは構内踏切で連絡している。
駅舎は木造平屋建てで、売店も設置されている。当駅は直営駅ではなく駅業務はまつうら観光物産協会に委託されている。有人駅だが改札業務は行なっていない。ホーム横に設けられた踏切より駅の裏手（駅舎と反対側）からも容易に駅に出入りすることが可能である。
2003年（平成15年）の改築の際、「松浦交通センター」の名が付いた。松浦市内における西肥自動車（西肥バス）および西肥バスの廃止代替バスである松浦観光バスのターミナルとなっている。西肥バスはかつては駅近くの松浦バスセンターに発着していたが、2012年（平成24年）10月1日からは松浦バスセンターが閉鎖されたことにより西肥バスの路線バスも松浦交通センター発着に変更されており、定期券・乗車券等の発売場所も移転している。
2010年（平成22年）5月に松浦高校美術部生徒の手により、駅名標が修復された。
2024年（令和6年）3月に佐世保市と松浦市の5駅の駅名標について、仮名表記から漢字表記に改めると共に最寄高校名をサブ駅名として加えたものにリニューアルされ、松浦駅では「松浦高等学校最寄り駅」のサブ駅名を加えた駅名標にリニューアルされた。

### のりば・停車列車
| ホーム | 路線      | 方向 | 行先                           |
| ------ | --------- | ---- | ------------------------------ |
| 1      | ■西九州線 | 下り | たびら平戸口・佐々・佐世保方面 |
| 2・3   | ■西九州線 | 上り | 伊万里方面                     |

- 3番のりばは日中の一部列車が発着する。以前は一部下り列車も使用していたが、現在は上りのみとなっている。2002年1月時点では、伊万里駅と当駅を結ぶ区間列車が多数設定されていた[6]が、現在は松浦駅始発の列車は伊万里行きおよび佐世保行きの始発のみ、松浦駅終着の列車は伊万里発および佐世保発の最終のみである。
- 佐世保駅・伊万里駅と当駅を結ぶ列車が早朝や夜に設定されているため、夜間には1番・2番のりばに車両が留置される。

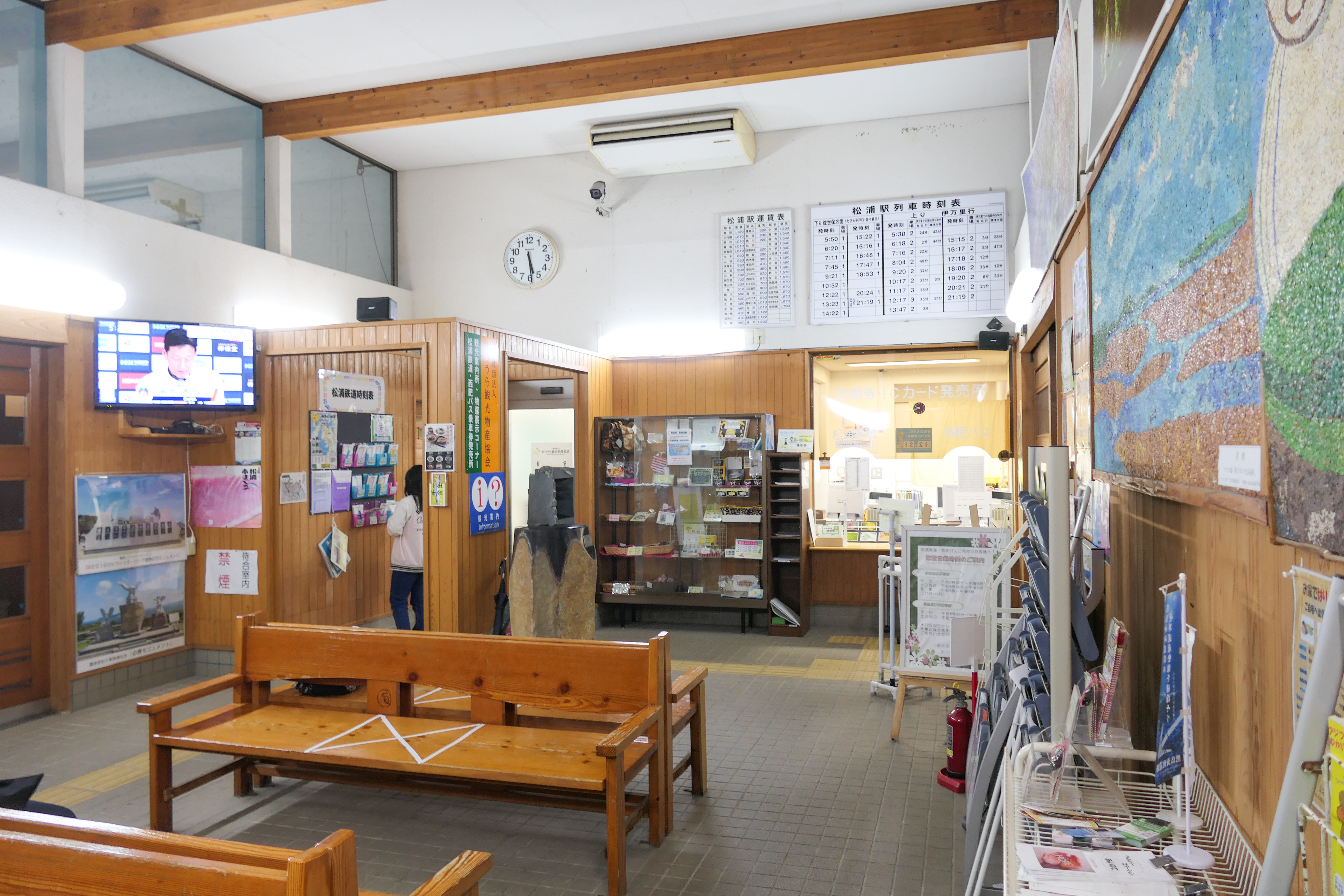
駅舎内（2023年1月）
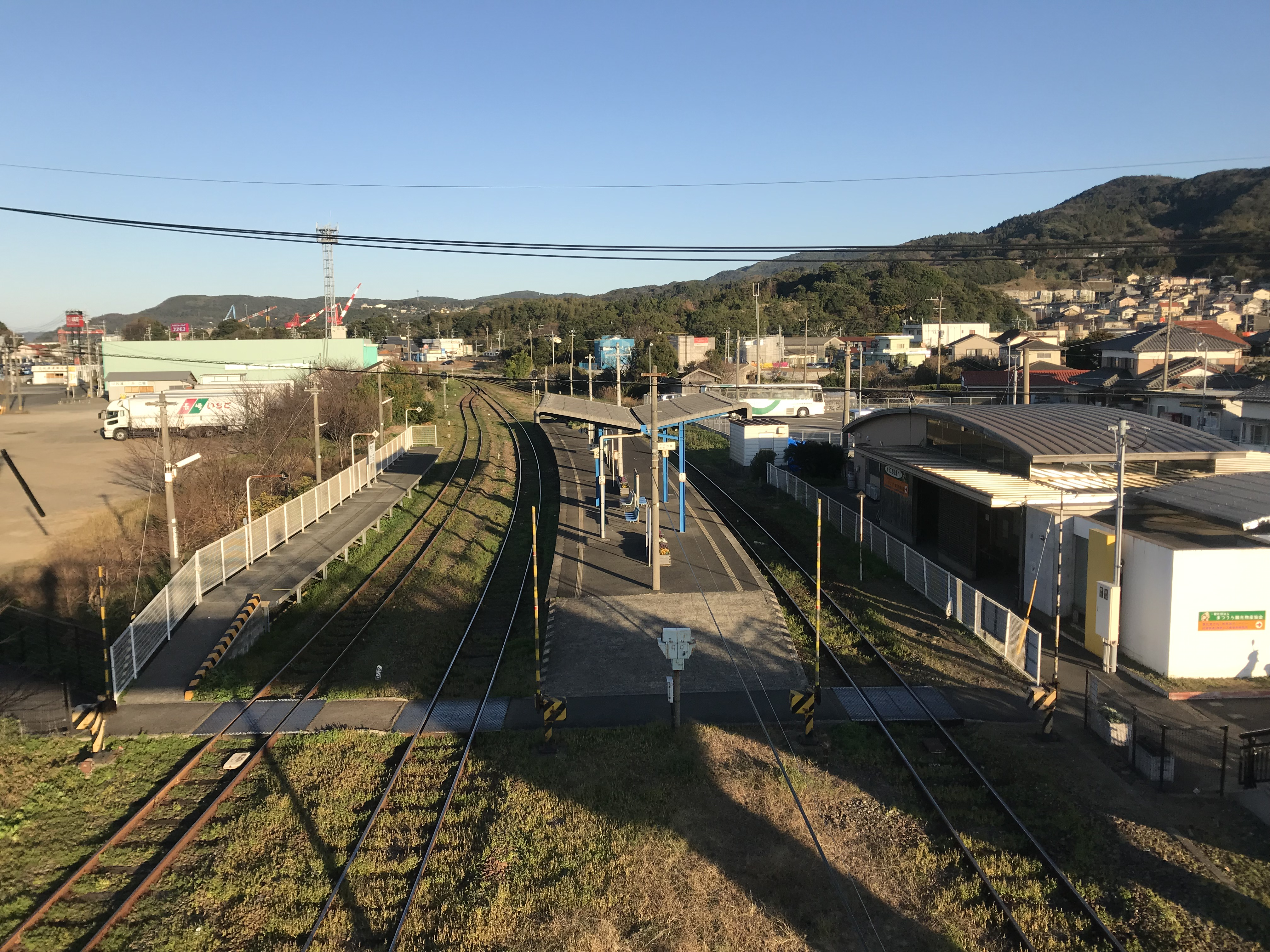
構内全景（2019年1月）
2021年3月30日[7]に松浦駅に設置された「アジフライの聖地 松浦」石工モニュメント

## 利用状況
近年の1日平均乗車人員の推移は以下の通り。
| 乗車人員推移 | 乗車人員推移 |
| 年度         | 1日平均人数  |
| ------------ | ------------ |
| 1998         | 474          |
| 1999         | 471          |
| 2000         | 500          |
| 2001         | 478          |
| 2002         | 451          |
| 2003         | 435          |
| 2004         | 424          |
| 2005         | 322          |
| 2006         | 313          |
| 2007         | 321          |
| 2008         | 311          |
| 2009         | 265          |
| 2010         | 264          |

## 駅周辺
松浦市中心街が近い。
- 松浦市役所
- 松浦郵便局
- 松浦市文化会館
- 長崎県立松浦高等学校
- 松浦市立志佐中学校
- ベスト電器松浦志佐店
- いけす割烹「華」
- 国道204号

※以前は西肥バスの松浦バスセンターが付近にあったが、バス発着地を松浦交通センターへ統合したため、 2012年9月30日限りで閉鎖された。

## バス路線
西肥バスは松浦駅前、松浦市乗合バスは松浦交通センターの名称を使用する。

### 西肥バス
吉井・佐世保方面
- [A1-69] 松浦駅前 - 福井 - 吉井 - 佐々バスセンター - 佐世保駅前
- [L6] 松浦駅前 - 福井 - 吉井

世知原方面
- [T9] 松浦駅前 - 笛吹 - 長坂 - 世知原

平戸方面
- 松浦駅前 - 御厨駅前 - 平戸口駅前 - 平戸口桟橋 - 平戸桟橋

※佐世保駅前から御厨駅前発着の直通便が運行されていた（平日のみ4往復）が、2016年4月ダイヤ改正で全便が松浦駅前発着に変更となった。
伊万里方面
- 松浦駅前 - 調川駅前 - 今福 - 浦ノ崎駅前 - 伊万里駅前

### 松浦市乗合バス
- 松浦交通センター - 松浦市役所 - 西山公民館 - 郭公尾公民館前 - 天龍姫神社前 - 栗越 - 板橋 - 樋渡 - 御厨駅前　（※土日祝運休）

## 隣の駅
松浦鉄道
■西九州線
調川駅 - 松浦駅 - 松浦発電所前駅